# Топонимия Нидерландов

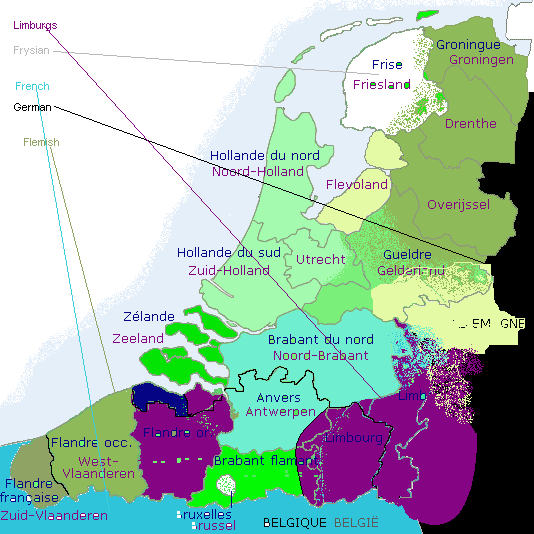
Лингвистическая карта Нидерландов

Топонимия Нидерландов — совокупность географических названий, включающая наименования природных и культурных объектов на территории Нидерландов. Структура и состав топонимии страны обусловлены её географическим положением, этническим составом населения и богатой историей.

## Название страны
Нидерланды часто называют «Голландией», в то время как Южная и Северная Голландия — это лишь две из двенадцати провинций нынешних Нидерландов. Эти провинции на протяжении всей истории были самыми развитыми и потому наиболее известными за пределами Нидерландов, в силу чего во многих других странах Голландией («Holland») часто называли всю страну. В русском языке название «Голландия» получило широкое распространение после Великого посольства Петра I. Рассказывая о визите в Нидерланды, члены посольства называли страну Голландией, не упоминая названия государства в целом.
С 1 января 2020 года официальные учреждения, компании, печатные издания и вузы Нидерландов стали обозначать свою страну только под названием «Нидерланды», отказавшись от названия «Голландия». Министерство иностранных дел Нидерландов объяснило, что это сделано в целях формирования унифицированного национального бренда.
Название «Нидерланды» в буквальном переводе означает «нижние», или «низменные земли» (от нидерл. neder — «нижний», land — «земля»), поскольку бо́льшая часть территории страны представляет собой плоскую низменную равнину, однако переводить его дословно некорректно, поскольку по историческим причинам этим термином принято называть территорию, примерно соответствующую современному Бенилюксу (Нидерландам, Бельгии и Люксембургу). В конце эпохи Средневековья область, расположенная в низовьях рек Рейн, Маас, Шельда, вдоль побережья Северного моря стала именоваться «Приморскими низинными землями» или «Нижними Землями» (нидерл. de Lage Landen bij de zee, de Nederlanden).
Официальное название страны — Королевство Нидерландов (нидерл. Koninkrijk der Nederlanden), которое относится к государству, состоящему из европейской территории (собственно Нидерланды, нидерл. Nederland) и островов Аруба, Кюрасао и Синт-Мартен, расположенных в Карибском бассейне.

## Формирование и состав топонимии
Для стран Бенилюкса в целом типичны общегерманские топонимообразующие термины, несколько видоизмененные под влиянием нидерландского языка или, точнее, соответствующих диалектных групп, именуемых голландским и фламандским языками (Голландия — регион в Нидерландах, Фландрия — административное сообщество и регион в Бельгии). Нидерландский язык относится к группе германских языков (подгруппа западногерманских языков) индоевропейской языковой семьи и занимает промежуточное положение между немецким и английским. Для топонимии Нидерландов характерна древность большинства хорошо известных названий.
На русскоязычных картах нидерландские топонимы нередко передаются в формах, характерных для немецкого языка. Наиболее распространённые форманты нидерландских топонимов также схожи с немецкими: -бург («крепость»), -хеде («пустошь»), -о («область» или «провинция»), -хейзен («дома, хутора»), -керк («церковь»), -дорп («деревня»), -хем («приют, обитель»), -монд («устье»), -брок («мост»), -волде («лес»): Энкхёзен, Харкстеде, Рютенброк, Энсхеде, Хофдорп, Нейкерк, Тилбург, Эйсельмонде, Ворбург, Горинхем.
Многочисленны в Нидерландах топонимы с основой -дам («насыпь, дамба, плотина»): Амстердам, Роттердам, Зандам, Схидам и др.. Часты также окончания на -хафен («гавань»), -занд («песок»): Брауверсхафен‚ Кластерзанде, Кадзанд и др.
В средней части Нидерландов (провинция Гелдерланд) названия участков, расположенных ниже уровня моря, содержат номенклатурный термин веерд или ваард. Различные типы агроландшафтов и поселений находят отражение в терминах пас, бош, лаар, хаар, энг, акерс, инген, беемд, маат и др.. На развитие овощеводства и садоводства указывают названия Боомгаард, Гаардорп, Виингаарден. Различные типы лесных угодий характеризуются терминами пас, бос, ло, лавр, хаар. Типы ландшафтов представлены названиями, содержащими в себе понятия низин, мест прорыва дамб, возвышенностей, характера почвенного покрова. Многие названия связаны с водоёмами и мелиоративными работами, проводившимися в этой местности. Есть названия, передающие понятия, характеризующие старые правовые отношения. Своеобразие нидерландских ландшафтов запечатлено в типичных терминах, сложившихся на берегах Северного моря. По-видимому, из этих мест происходят термины польдеры, марши, дюны, ватты, ставшие общегеографическими.

## Топонимическая политика
Нидерланды не имеют единого органа, в чью компетенцию входит выработка топонимической политики в стране, частично этими вопросами ведает служба земельного кадастра, входящая в Министерство инфраструктуры и окружающей среды Нидерландов.